# Pieve di Cento
Pieve di Cento är en ort och kommun i storstadsregionen Bologna, innan 2015 i provinsen Bologna, i regionen Emilia-Romagna i Italien. Kommunen hade 7 128 invånare (2018).
Delar av Hertigdömet Galliera låg i Pieve di Cento.